# Dejvid Čalmers
Dejvid Džon Čalmers je australijski filozof i kognitivni naučnik specijalizovan za oblasti filozofije uma i filozofije jezika. On je profesor filozofije i neuronauke na Univerzitetu u Njujorku, kao i kodirektor NYU Centra za um, mozak i svest (zajedno sa Nedom Blokom). Godine 2006, izabran je za člana Australijske akademije humanističkih nauka. Godine 2013, izabran je za člana Američke akademije umetnosti i nauka.

## Bibliografija
- The Conscious Mind: In Search of a Fundamental Theory (1996). Oxford University Press. hardcover:  0-19-511789-1, paperback:  0-19-510553-2
- Toward a Science of Consciousness III: The Third Tucson Discussions and Debates (1999). Stuart R. Hameroff, Alfred W. Kaszniak and David J. Chalmers (Editors). The MIT Press.  0-262-58181-7
- Philosophy of Mind: Classical and Contemporary Readings (2002). (Editor). Oxford University Press.  0-19-514581-X or  0-19-514580-1
- The Character of Consciousness (2010). Oxford University Press. hardcover:  0-19-531110-8, paperback:  0-19-531111-6
- Constructing the World (2012). Oxford University Press. hardcover:  978-0-19-960857-7, paperback:   978-0199608584
- Reality+: Virtual Worlds and the Problems of Philosophy (2022). W. W. Norton & Company. Hardcover:  978-0-393-63580-5

## Spoljašnje veze
- Zvanični veb-sajt
- An in-depth autobiographical interview with David Chalmers
- "The Singularity" a documentary film featuring Chalmers
- The Moscow Center for Consciousness Studies video interview with David Chalmers